# 前279年
| 千纪： | 前1千纪 |
| 世纪： | 前4世纪 \| 前3世纪 \| 前2世纪 |
| 年代： | 前300年代 \| 前290年代 \| 前280年代 \| 前270年代 \| 前260年代 \| 前250年代 \| 前240年代                                                   |
| 年份： | 前284年 \| 前283年 \| 前282年 \| 前281年 \| 前280年 \| 前279年 \| 前278年 \| 前277年 \| 前276年 \| 前275年 \| 前274年                     |
| 纪年： | 周赧王三十六年 魯頃公元年 齊襄王五年 趙惠文王二十年 魏昭王十七年 韓釐王十七年 秦昭襄王二十八年 楚頃襄王二十年 衛懷君十四年 燕昭王三十五年 |

## 大事记
- 鄢郢之戰，秦白起伐楚，取鄢、鄧、西陵。
- 秦昭襄王與趙惠文王在澠池會面，澠池之會後，相如以功授官為上卿，位在廉頗之上，廉頗不服氣，以致有後來的負荊請罪。澠池之會后，秦、赵间暂时停止了战争。赵军立即出兵齐国，攻下高唐等地。。
- 即墨之戰，齊人田單在即墨（今山東平度縣東南）以火牛陣擊敗燕軍。齊人陸續收復失地。田單迎接齊襄王返回都城臨淄。
- 田單攻狄。
- 馬其頓王國國王托勒密·西羅納斯在與高盧人的戰爭中被殺，托勒密·西羅納斯的兄弟墨勒阿革洛斯在位與卡山德兄弟腓力之子安提帕特·厄特賽阿斯即位後不久亦遭罷黜，馬其頓王國陷入動亂期直到前276年安提柯二世入主。

## 逝世
- 馬其頓國王托勒密二世。
- 孟嘗君，戰國四公子之一。